# Алексієвець Леся Миколаївна
Ле́ся Микола́ївна Алексіє́вець (нар. 24 березня 1976, м. Дубровиця, Україна) — український вчений-історик, педагог. Дочка Миколи і Марії Алексієвців. Доктор історичних наук (2007). Член Асоціації істориків Тернопільщини, спеціальної вченої ради Київського славістичного університету (2009).

## Життєпис
Леся Алексієвець народилася 24 березня 1976 року в місті Дубровиці Рівненської області (нині Україна).
Закінчила історичний факультет Тернопільського педагогічного інституту (1997, нині Тернопільський національний педагогічний університет імені Володимира Гнатюка). Працювала викладачем (від 2000), доцентом кафедри стародавньої та середньовічної історії (2002—2004), від 2007 — професор кафедри нової і новітньої історії та методики викладання історії ТНПУ.

## Доробок
Авторка близько 160 наукових праць, у тому числі 6 монографій з проблем вітчизняної та всесвітньої історії, 20 навчальних посібників для студентів ВНЗ України. Головний редактор міжнародного збірника наукових праць «Україна-Європа-Світ» (2008).

## Відзнаки
- стипендії Президента України (1995—1997) та КМ України (1998—1999, 2003—2005) для молодих вчених,
- стипендії в галузі історії, політології, соціології, економічної теорії ім. М. Грушевського (ТДПІ, 1994), Освітнього фонду Г. Щербан-Лапіки (Каліфорнія, США, 1995),
- іменні стипендії В. Косика (Сорбонна, Франція, 1996), Каси ім. Ю. Мяновського (Варшава, ПАН, 2004), ВРУ для найталановитіших молодих вчених України (2009) та інші.
- Почесні грамоти НАН України (2001), ВАК НАН України (2008),
- ґранти ТДПУ (1999, 2003).

Лауреат і переможець всеукраїнських та міжнародних наукових конференцій та конкурсів.